# Суровцев, Александр Иванович
Александр Иванович Суровцев (род. 14 июля 1959, Рязань) — российский военный деятель, преподаватель, учёный философ и религиовед, доктор философских наук (2007), полковник, действительный государственный советник Российской Федерации 3 класса.
С 2014 года — начальник Управления по работе с верующими военнослужащими Вооружённых Сил Российской Федерации Главного управления по работе с личным составом Вооружённых Сил Российской Федерации.

## Биография
Александр Иванович Суровцев родился 14 июля 1959 года в городе Рязани Рязанской области.
Его отец был офицером Советской Армии (военный летчик стратегической авиации), поэтому свой жизненный путь Александр определил ещё в детстве, став учащимся Киевского суворовского военного училища.
Окончив в 1976 году суворовское училище, Суровцев поступил в Курганское высшее военно-политическое авиационное училище, по окончании которого, с 1980 по 1987 годы, проходил службу в авиационных частях в Прибалтийском, Белорусском и Дальневосточном военных округах.
В 1990 году окончил педагогический факультет Военно-политической академии имени В. И. Ленина, после чего поступил в очную адъюнктуру Военно-воздушной инженерной академии имени Н. Е. Жуковского, в 1994 году защитил диссертацию на соискание ученой степени кандидата философских наук по истории философии «Эволюция философских знаний о социальной природе военной техники».
С 1994 по 1998 годы, служил в Главном командовании ВВС России на должностях: офицера по связи с религиозными организациями направления воспитательной работы ВВС; старшего офицера по связям с государственными органами, общественными организациями и религиозными объединениями управления воспитательной работы ВВС.
С 1994 по 1997 годы, входил в состав Координационного комитета по взаимодействию между Вооруженными силами Российской Федерации и Русской православной церковью.
В 1998 году окончил Российскую академию государственной службы при Президенте Российской Федерации по специальности государственное и муниципальное управление, специализация — государственно-церковные отношения, квалификация — специалист по связям с религиозными организациями.
С 1999 по 2003 годы, служил старшим офицером оперативного отдела штаба — секретарём Военного совета воздушной армии Верховного Главного командования.
В 2003 году поступил в очную докторантуру Военной академии Генерального штаба Вооруженных Сил Российской Федерации, в 2007 году защитил докторскую диссертацию на соискание учёной степени доктора философских наук на тему «Развитие духовных основ военной безопасности Российской Федерации».
До декабря 2013 года проходил службу в должности старшего преподавателя, а затем доцента (2009 г.) Военной академии Генерального штаба ВС РФ.
С 1995 года, по совместительству, Александр Суровцев занимал должность заместителя заведующего сектором ВВС Синодального отдела Московского Патриархата по взаимодействию с Вооруженными Силами и правоохранительными органами. С 2006 по 2013 годы, руководил информационно-аналитическим сектором этого Синодального отдела.
13 февраля 2014 года, приказом Министра обороны Российской Федерации, назначен начальником Управления по работе с верующими военнослужащими Вооружённых Сил Российской Федерации Главного управления по работе с личным составом Вооруженных Сил Российской Федерации.

## Научные труды
Автор более 50 научных и учебных работ, в том числе 3 монографий, статей в «Большой Российской Энциклопедии» и «Православной Энциклопедии». Один из авторов сборника «Христолюбивое воинство» (Издательство «Русский путь», 2006 год).

## Награды
Государственные:
- Медаль ордена «За заслуги перед Отечеством» II степени;
- Медаль «В память 850-летия Москвы»;
- Медаль «За отличие в воинской службе» II степени;
- медаль «70 лет Вооружённых Сил СССР».

Ведомственные:
- Медаль «За отличие в военной службе» I степени;
- медали «За безупречную службу» II и III степеней;
- Медаль «Участнику военной операции в Сирии»;
- Медаль «200 лет Министерству обороны»;
- Медаль «100 лет военно-воздушным силам».

Церковные:
- Орден святого благоверного князя Даниила Московского III степени;
- Орден святого благоверного великого князя Димитрия Донского III степени.

## Семья
Александр Суровцев женат, имеет троих детей.